# Agu Trot
Agu Trot (título original: Esio Trot) es una novela infantil escrita por el autor británico Roald Dahl e ilustrada por Quentin Blake, publicada en 1990. El nombre de la novela forma la palabra "Tortuga" leído al revés. Fue llevada al cine en la película de 2015 Roald Dahl's Esio Trot con Judi Dench y Dustin Hoffman como protagonistas.

## Sinopsis
El señor Hoppy es un viejo muy tímido que vive solo en un edificio de departamentos. Durante muchos años ha estado enamorado en secreto de la señora Silver, una mujer que vive en su mismo edificio. El Sr. Hoppy con frecuencia se inclina sobre su balcón e intercambia una conversación cortés con la Sra. Silver, pero es demasiado tímido para revelar sus sentimientos.
La Sra. Silver tiene una pequeña tortuga mascota, Alfie, a quien ama mucho. Una mañana, la Sra. Silver menciona al Sr. Hoppy que, aunque ha tenido a Alfie durante muchos años, su mascota solo ha crecido un poco y ha ganado solo 13 onzas de peso. Ella confiesa que desea saber alguna forma de hacer que su pequeño Alfie crezca y se convierta en una tortuga más grande. El Sr. Hoppy de repente piensa en una forma de darle a la señora Silver su deseo y ganarse su afecto. Inventa unas supuestas palabras mágicas que la Sra. Silver debe recitarle a diario a Alfie para que crezca.
Durante los próximos días, el Sr. Hoppy lleva a cabo la segunda parte de su plan. Visita todas las tiendas de mascotas de la ciudad y compra tortugas de varios tamaños, pero ninguna que pese menos de 13 onzas. El señor Hoppy trae todas las tortugas a su apartamento y las instala en un corral improvisado en su sala de estar. Luego, el Sr. Hoppy construye una herramienta especial para ayudarlo a arrebatar la tortuga del balcón de la Sra. Silver. Él sujeta una manija al extremo de un tubo de metal largo, y una pequeña garra en la parte inferior. Al tirar de la manija, los brazos de la garra se abren y cierran suavemente.
Al día siguiente, cuando la Sra. Silver se va a trabajar, el Sr. Hoppy selecciona una tortuga de su sala de estar que pesa exactamente 15 onzas. Él cuidadosamente levanta a Alfie del balcón inferior, y lo intercambia con la nueva tortuga. Cuando la Sra. Silver regresa a casa, ella le susurra fielmente las palabras mágicas en el oído de Alfie, pero no se da cuenta de que se ha hecho un intercambio.
Durante las próximas ocho semanas, el Sr. Hoppy continúa cambiando la mascota actual de la Sra. Silver con una tortuga ligeramente más grande, pero todavía no percibe que su mascota está creciendo. Una tarde, la Sra. Silver le comenta al Sr. Hoppy que Alfie parece un poco más grande, pero no puede asegurarlo. De repente, la Sra. Silver se da cuenta de que Alfie ya no puede pasar por la puerta de su casa, y le dice al señor Hoppy que su hechizo seguramente estará funcionando. La Sra. Silver corre adentro y pesa a su mascota, y se sorprende al descubrir que Alfie ahora pesa 27 onzas, más del doble del peso que tenía antes. El Sr. Hoppy se llena de valentía y le pregunta a la Sra. Silver si puede bajar y ver el efecto por sí mismo. La Sra. Silver, feliz por la transformación de su mascota, con mucho gusto accede.
El señor Hoppy corre escaleras abajo, nervioso y emocionado de estar a punto de ganarse el corazón de la señora Silver. La señora Silver abre la puerta, abraza al señor Hoppy y expresa su admiración por el hechizo mágico del señor Hoppy. Sin embargo, la tortuga no puede caber en su casa ahora, así que el Sr. Hoppy le dice a la Sra. Silver que diga un hechizo mágico esa noche y la noche siguiente, reemplazando secretamente a esta tortuga con una levemente más pequeña durante el día. Su parte funciona espléndidamente, y el Sr. Hoppy, repentinamente envalentonado por la sonrisa cálida de la Sra. Silver, le pide su mano en matrimonio. La Sra. Silver acepta encantado la propuesta del Sr. Hoppy, y luego agrega que pensó que él nunca se lo propondría. La pareja se casó unas semanas después. Finalmente Alfie es comprada por una chica llamada Roberta Squibb, y se hace más grande.